# Province de Litoral
Pour les articles homonymes, voir Litoral.
La province de Litoral (en espagnol : Provincia de Litoral) ou Litoral de Atacama (Provincia de Litoral de Atacama) est une des 16 provinces du département d'Oruro, en Bolivie. Son chef-lieu est Huachacalla.

## Géographie
La Province de Litoral est l'une des seize provinces du département d’Oruro. Elle est comprise entre 18° 32' et 19° 04' de latitude sud et entre 67° 29' et 68° 06' de longitude ouest.
Cette province est frontalière de la Province de Sajama au nord, la Province d'Atahuallpa à l'ouest et au sud, la Province du Sud Carangas au sud-est, et la Province de Carangas au nord-est. Elle s'étend sur 65 km du nord au sud, et sur 55 km d'est en ouest.

## Population
L’espagnol, langue officielle, est parlée par 89.8 % de la population de la province, mais 76.0 % de la population emploie l’idiome aymara et 13.7 %, le quechua.
En l'espace de 10 ans, la population a plus que doublé, passant de 2 087 habitants (recensement de 1992) à 4 555 (recensement de 2001). C'est une province jeune, avec 34.5 % de moins de 15 ans.
Les conditions sanitaires sont encore précaires : 94.5 % de la population n'a pas accès à l’électricité, 90.5 % à des sanitaires.
78 % de la population est employée dans l’agriculture, 3,1 % dans l’industrie, 18,9 % dans les services (2001).
Le catholicisme est pratiqué par 77,6 % des habitants, l’anglicanisme par 16.3 % (1992).

## Subdivisions
La province est organisée en municipalités elles-mêmes divisées en cantons (en).